# César di Candia
César di Candia Melo (Florida, 24 de octubre de 1929 - Montevideo, 17 de marzo de 2025) fue un periodista y escritor uruguayo.

## Biografía
Ingresa al diario El País en 1954, donde inició su carrera periodística. Dirigió la revista humorística Lunes y también participó en El Dedo y Guambia. Trabajó además en Repórter, Hechos, La Mañana y Marcha. En el semanario Búsqueda publicó sus célebres reportajes especiales durante quince años. En 1999 vuelve a El País para realizar investigaciones que se publicaban los sábados.
Una de sus entrevistas más recordadas es la que le hizo al general Hugo Medina, ya en democracia, en la que confiesa por primera vez que habían existido torturas en Uruguay.
Se consideraba a sí mismo un hijo adoptivo de La Paloma.
Falleció el 17 de marzo de 2025 a los 95 años, en Montevideo.

## Obras
- 1987, Ni muerte ni derrota (reeditado en 2006)
- 1989, El viento nuestro de cada día
- 1993, Los años del odio
- 1994, La generación encorsetada
- 1996, El país del deja, deja
- 1997, Resucitar no es gran cosa
- 2000, Grandes entrevistas uruguayas (recopilador)
- 2003, Solo cuando sucumba
- 2003, Concierto para doble discurso y orquesta
- 2004, La Paloma
- 2005, Tiempos de tolerancia, tiempos de ira
- 2006, Fantasmas del pasado, perfumes de ayer
- 2007, Pequeño mundo.[4]
- 2009, Resbalones y caídas, un siglo de política uruguaya
- 2011,  Olor a mar.[4]
- 2012, Oficio de periodista [5]
- 2012, Gurisote
- 2014, Doña Casilla
- 2014,  7 presidentes, un casi y 4 reyes falsos
- 2016, El pleito de la Princesa de Gales y otros relatos.[6]